# Terrence Steadman
Terrence Steadman es un personaje de ficción de la serie de la televisión estadounidense, Prison Break. Él es interpretado en los primeros capítulos de la primera temporada por John Billingsley y por Jeff Perry en el resto de la serie. Steadman se presentó en la serie como el hermano asesinado de Caroline Reynolds, la vicepresidenta y más adelante presidenta de los Estados Unidos. Inicialmente su cara se disimula a menudo, contribuyendo al misterio de la conspiración en la primera temporada. Steadman estaba en el centro de una conspiración orquestado por Reynolds y "La Compañía" para falsificar su muerte y culpar a Lincoln Burrows por el asesinato.

## Primera temporada
Después de que el arresto de Lincoln Burrows, Steadman fue forzado a esconderse, confinado a una casa que su hermana había comprado, para él, en Montana. La casa fue diseñada para impedirle a Steadman salir. Las ventanas eran de vidrios hechas a prueba de balas y las puertas sólo podían abrirse del exterior. Adicionalmente, la casa era supervisada por dos agentes del Servicio Secreto. Sólo un número pequeño de personas sabía que Steadman todavía estaba vivo; no estaba incluida su esposa en esa lista. Reynolds y La Compañía fueron las que crearon la ilusión de su muerte. Le sacaron sus dientes y los pusieron en el cuerpo del señuelo enterrado, en la tumba de Steadman, para engañar a los archivos dentales que exhumaron el cuerpo para comprobar si era él. Tuvo que usar dentaduras postizas.  
La primera persona fuera de la conspiración que supo que estaba vivo fue Verónica Donovan, cuando Daniel Hale antes de su muerte se lo dijo. Junto con Nick Savrinn, ella empezó una búsqueda exhaustiva para rastrear a Steadman, encontrándolo en su casa en Montana. Verónica viajó sola a la casa y lo confrontó a Steadman cara a cara.

## Segunda temporada
En el estreno de la segunda temporada, Steadman le expresa a Verónica su repugnancia por la situación que estaba pasando y que había intentado dejar la casa, pero temía por su vida si lo hacía. Los esfuerzos de Verónica por conseguir ayuda eran efímeros. Cuando ella llamó a las autoridades, los agentes de Servicio Secreto llegaron y la mataron. Steadman sólo podía mirar como los agentes se llevaban su cuerpo.  
Después de estar ausente en los siguientes 12 episodios, el retorno de Steadman a la serie marcó la primera confrontación entre él y Lincoln Burrows. Después de que Paul Kellerman había traicionado a La Compañía y se había aliado con Lincoln y Michael Scofield, William Kim ordenó que cambiaran la ubicación de Steadman. Cuando unos agentes se estaban preparando para escoltarlo lejos, Kellerman y los hermanos llegaron. Kim le había puesto la orden a sus hombres de matar a todos, incluso Steadman, pero Kellerman mató a los agentes primero y lo capturó. Llevaron a Steadman a un cuarto de un motel dónde planearon ocultarlo hasta que pudieran llegar a Washington D. C.  
Sin embargo, los comentarios de Steadman a Kellerman sobre su enamoramiento de la presidenta Reynolds provocan a Lincoln que recuerda la muerte de Verónica. Él apunta un arma a la cara de Steadman y sólo es prevenido de matarlo por Michael y Kellerman que le recuerdan que lo necesitan vivo. La conducta errática de Lincoln convence a Michael para llamar a la prensa con la esperanza de que se supiera la verdad sobre Steadman. Sin embargo, antes de que la policía llegue, Steadman se dispara en la boca volándose la cabeza, con la pistola de Kellerman, para evitar ir a prisión.  
Steadman se ve de nuevo en una escena retrospectiva en el capítulo "Sweet Caroline", cuando los hermanos oyen una conversación entre él y su hermana que se había grabado dos semanas después de su muerte. La conversación sugiere fuertemente que él y su hermana eran amantes.

## Operación
En el capítulo "John Doe", Paul Kellerman revela que Steadman había sido operado para ocultar su apariencia. Además de haberle sacado los dientes le quitaron sus huellas digitales y destruyeron los registros de ADN.  La operación incluyó el levantamiento de los pómulos dos centímetros,  bajarle sus orejas unas cuarto pulgadas. Aunque su relación con su hermana especial, él aparecía estar resentido y amargo con ella principalmente debido a su encarcelamiento en la mansión de Montana sin que lo fuera a visitar.

## Cambio de actor
Steadman apareció en tres episodios de la primera temporada, interpretado por John Billingsley. Después de que se unió a la serie “The Nine” no pudo estar disponible y se reemplazó por Jeff Perry. 
Adicionalmente, el cuerpo supuesto de Steadman que se vio brevemente en una escena retrospectiva en el episodio "Allen" (y luego de nuevo en "Brother's Keeper") fue interpretado por David Lively. Sin embargo, este era el cuerpo del señuelo, un hombre sin hogar, lo que significaba que él no era Terrence Steadman técnicamente, aunque se lo acreditó como tal al final del episodio.
- Datos: Q613877